# Allouville-Bellefosse
Pour l’article homonyme, voir Bellefosse.
Allouville-Bellefosse est une commune française située dans le département de la Seine-Maritime, en région Normandie.

## Géographie

### Localisation
Cette commune du pays de Caux est située dans le canton d'Yvetot.

### Communes limitrophes
|           | Écretteville-lès-Baons | Valliquerville |
| Alvimare  | Allouville-Bellefosse  |                |
| Trouville |                        | Bois-Himont    |

### Hydrographie
La commune est située dans le bassin Seine-Normandie. Elle n'est drainée par aucun cours d'eau.

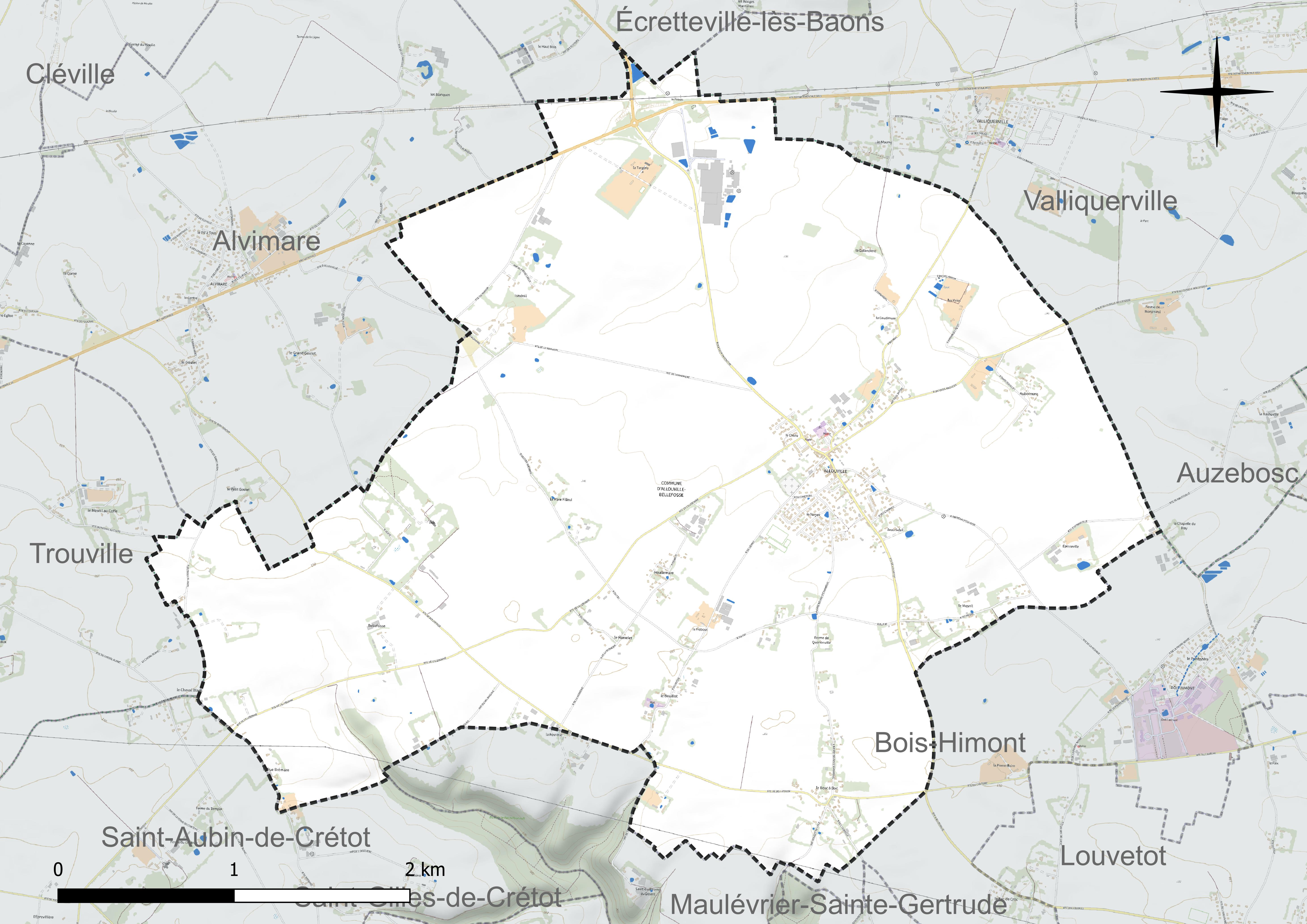
Réseau hydrographique d'Allouville-Bellefosse.

### Climat
Pour des articles plus généraux, voir Climat de la Normandie et Climat de la Seine-Maritime.
En 2010, le climat de la commune est de type climat océanique altéré, selon une étude du CNRS s'appuyant sur une série de données couvrant la période 1971-2000. En 2020, Météo-France publie une typologie des climats de la France métropolitaine dans laquelle la commune est exposée à un climat océanique et est dans la région climatique Côtes de la Manche orientale, caractérisée par un faible ensoleillement (1 550 h/an) ; forte humidité de l’air (plus de 20 h/jour avec humidité relative > 80 % en hiver), vents forts fréquents. Parallèlement le GIEC normand, un groupe régional d'experts sur le climat, différencie quant à lui, dans une étude de 2020, trois grands types de climats pour la région Normandie, nuancés à une échelle plus fine par les facteurs géographiques locaux. La commune est, selon ce zonage, exposée à un « climat maritime », correspondant au Pays de Caux, frais, humide et pluvieux, légèrement plus frais que dans le Cotentin.
Pour la période 1971-2000, la température annuelle moyenne est de 10,4 °C, avec une amplitude thermique annuelle de 13,8 °C. Le cumul annuel moyen de précipitations est de 965 mm, avec 13,9 jours de précipitations en janvier et 8,8 jours en juillet. Pour la période 1991-2020, la température moyenne annuelle observée sur la station météorologique la plus proche, située sur la commune d'Ectot-lès-Baons à 11 km à vol d'oiseau, est de 10,8 °C et le cumul annuel moyen de précipitations est de 905,5 mm,. Pour l'avenir, les paramètres climatiques de la commune estimés pour 2050 selon différents scénarios d'émission de gaz à effet de serre sont consultables sur un site dédié publié par Météo-France en novembre 2022.

## Urbanisme

### Typologie
Au 1er janvier 2024, Allouville-Bellefosse est catégorisée commune rurale à habitat dispersé, selon la nouvelle grille communale de densité à sept niveaux définie par l'Insee en 2022.
Elle est située hors unité urbaine. Par ailleurs la commune fait partie de l'aire d'attraction d'Yvetot, dont elle est une commune de la couronne,. Cette aire, qui regroupe 15 communes, est catégorisée dans les aires de moins de 50 000 habitants,.

### Occupation des sols
L'occupation des sols de la commune, telle qu'elle ressort de la base de données européenne d’occupation biophysique des sols Corine Land Cover (CLC), est marquée par l'importance des territoires agricoles (92,8 % en 2018), en diminution par rapport à 1990 (95,3 %). La répartition détaillée en 2018 est la suivante : 
terres arables (75,5 %), prairies (11,4 %), zones agricoles hétérogènes (5,9 %), zones urbanisées (3 %), espaces verts artificialisés, non agricoles (2 %), zones industrielles ou commerciales et réseaux de communication (1,8 %), forêts (0,4 %). L'évolution de l’occupation des sols de la commune et de ses infrastructures peut être observée sur les différentes représentations cartographiques du territoire : la carte de Cassini (XVIIIe siècle), la carte d'état-major (1820-1866) et les cartes ou photos aériennes de l'IGN pour la période actuelle (1950 à aujourd'hui).

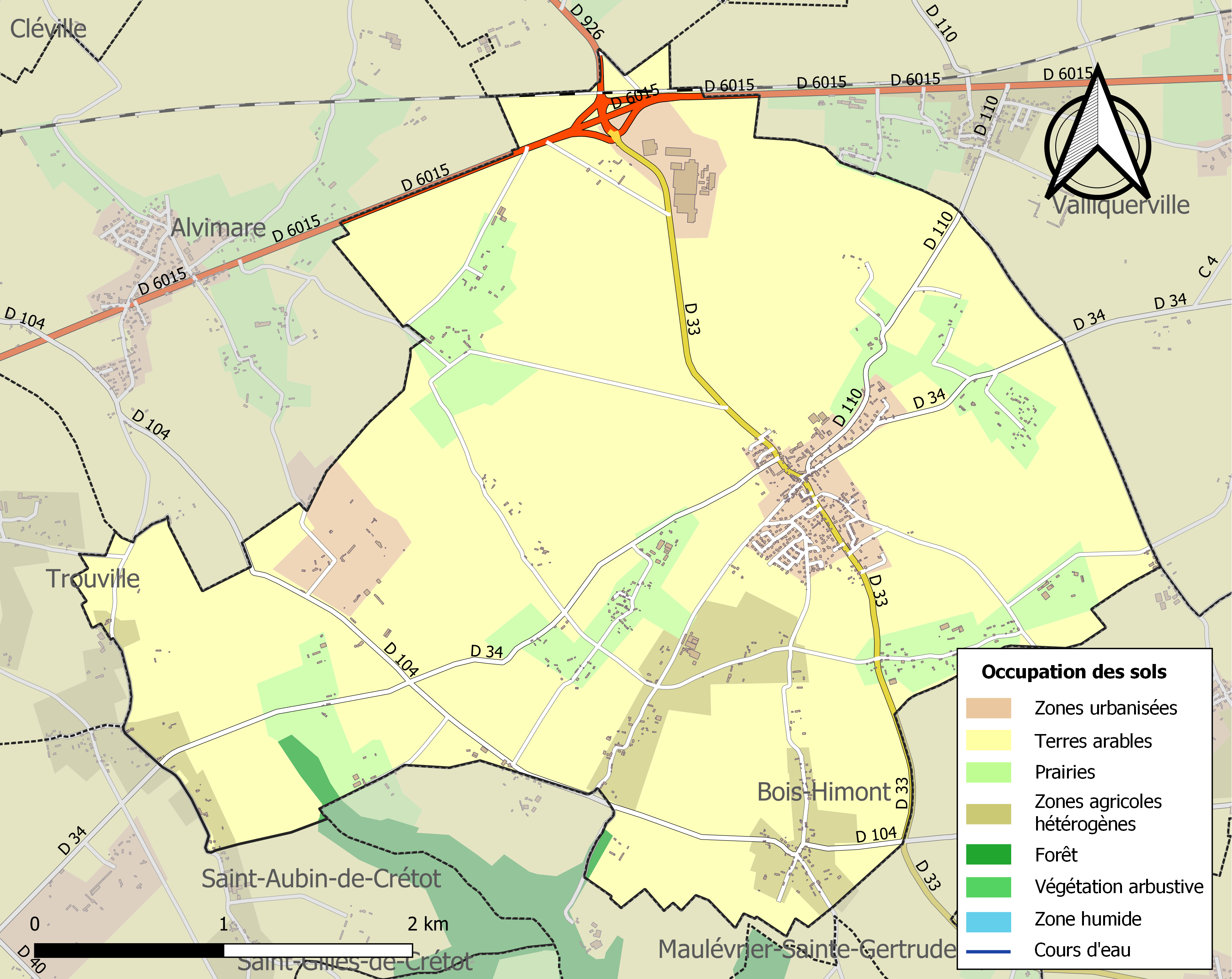
Carte des infrastructures et de l'occupation des sols de la commune en 2018 (CLC).

### Voies de communication et transports
Le village est accessible par la route. La route départementale D 34 le traverse et rejoint, un peu à l'écart, à l'ouest, la route départementale D 33, un axe nord-sud qui coupe, au nord, la route nationale N 15 et l'autoroute A29.

## Toponymie
Allouville est attestée sous les formes Terram Turstini de Adelolvilla vers 1050 (Fauroux p. 366) ; Adeloldvilla en 1050 ; Allovilla en 1071 (Lot 99, 86, 127) ; Ecc. Sancti Quintini de Allouvilla entre 1130 et 1164 ; Ecc. de Alouville entre 1185 et 1207 ; Decimam de Alodivilla au XIIe siècle ; Par. Sancti Quintini de Aalouvilla en 1262 (Archives départementales de la Seine-Maritime, 16 H., cart. 309, v., 198, 200, 317) ; P. Cabot, unum quarterium apud Aelouvillam vers 1210 (H. Fr. XXIII, 645) ; Halovilla vers 1240, Alonvilla, Aalonvilla en 1266 (H. Fr. xxiii, 283) ; Alouvilla en 1337 ; Alouville en 1431 (Longnon 25, 84) ; Allouville en 1393 (Archives nationales P. 284, 90) ; Allouville en 1393 (Arch. nat. P. 284, 2. 142) et en 1484 (Arch. nat. P. 284.2.224) ; A Allouville en 1495 (Deville, Tancarville, 368) ; Saint Quentin d'Allouville en 1713 (Arch. S.-M. G 737) ; Alouville en 1715 (Frémont) ; Allouville en 1738 (Pouillé), en 1788 (Dict.) et en 1953 (Nom.).
Bellefosse qui est citée vers 1210 sous la forme latinisée de Bellam Fossam, est une ancienne paroisse de la commune.
Elle est la première  commune de Seine-Maritime dans l'ordre alphabétique.
Bellefosse est attestée sous les formes Ecclesia cum decima de Pulchra fovea en 1192 (Arch. S.-M. 54 H, Bulle de Célestin III) ; Terciam partem feodi unius apud Bellam Fossam vers 1210 (H. Fr. XXIII, 642) ; Bella Fossa vers 1240 (H. Fr. XXIII, 284) ; Bellafossa en 1337 ; Bellefosse en 1431 (Longnon, 26, 84) ; Bellefosse en 1319 (Archives S.-M. G 3267) ; Bella Fossa en 1342 (Arch. S.-M. 18 H) ; Bellefosse et Raffetot en 1398 (Arch. Nat. P. 303, 73) ; Ecc. parr. de Bellafovea en 1519 (Arch. S.-M. 54 H) ; Bellefosse en 1715 (Frémont) ; Belle Fosse1757 (Cassini) ; Bellefosse en 1953 (Nom., I.G.N.).

## Histoire
Cette commune est née de la fusion des communes d'Allouville et de Bellefosse en 1823.

## Politique et administration
| Période                                  | Période                    | Identité          | Étiquette | Qualité |
| ---------------------------------------- | -------------------------- | ----------------- | --------- | --- |
| Les données manquantes sont à compléter. |                            |                   |           | |
| 1936                                     |                            | Demonchy          |           | |
| 1957                                     | 1971                       | Gaston Hachard    |           | |
| 1971                                     | 1978                       | Jacques Lecossais |           | |
| 1978                                     |                            | Paul Levieux      |           | |
| Les données manquantes sont à compléter. |                            |                   |           | |
| mars 2001                                | En cours (au 10 août 2020) | Didier Terrier    | DVD       | Technico-commercial retraité Vice-président de la CC d'Yvetot Normandie (2014 → ) Conseiller départemental depuis 2021 Réélu pour le mandat 2020-2026, |

## Population et société

### Démographie

#### Évolution démographique
L'évolution du nombre d'habitants est connue à travers les recensements de la population effectués dans la commune depuis 1793. Pour les communes de moins de 10 000 habitants, une enquête de recensement portant sur toute la population est réalisée tous les cinq ans, les populations de référence des années intermédiaires étant quant à elles estimées par interpolation ou extrapolation. Pour la commune, le premier recensement exhaustif entrant dans le cadre du nouveau dispositif a été réalisé en 2004.

En 2022, la commune comptait 1 147 habitants, en évolution de −0,86 % par rapport à 2016 (Seine-Maritime : +0,35 %, France hors Mayotte : +2,11 %).
| 1793  | 1800  | 1806  | 1821  | 1831  | 1836  | 1841  | 1846  | 1851  |
| ----- | ----- | ----- | ----- | ----- | ----- | ----- | ----- | ----- |
| 1 047 | 1 100 | 1 072 | 1 022 | 1 239 | 1 301 | 1 246 | 1 256 | 1 239 |

| 1856  | 1861  | 1866  | 1872  | 1876  | 1881  | 1886  | 1891  | 1896 |
| ----- | ----- | ----- | ----- | ----- | ----- | ----- | ----- | ---- |
| 1 225 | 1 170 | 1 187 | 1 227 | 1 180 | 1 077 | 1 067 | 1 040 | 929  |

| 1901 | 1906 | 1911 | 1921 | 1926 | 1931 | 1936 | 1946 | 1954 |
| ---- | ---- | ---- | ---- | ---- | ---- | ---- | ---- | ---- |
| 943  | 871  | 872  | 857  | 867  | 842  | 768  | 743  | 726  |

| 1962 | 1968 | 1975 | 1982 | 1990  | 1999 | 2004 | 2006 | 2009  |
| ---- | ---- | ---- | ---- | ----- | ---- | ---- | ---- | ----- |
| 705  | 675  | 661  | 903  | 1 007 | 986  | 986  | 991  | 1 152 |

| 2014  | 2019  | 2022  | - | - | - | - | - | - |
| ----- | ----- | ----- | - | - | - | - | - | - |
| 1 165 | 1 158 | 1 147 | - | - | - | - | - | - |

#### Pyramide des âges
En 2018, le taux de personnes d'un âge inférieur à 30 ans s'élève à 33,7 %, soit en dessous de la moyenne départementale (36,5 %). De même, le taux de personnes d'âge supérieur à 60 ans est de 25,8 % la même année, alors qu'il est de 26,0 % au niveau départemental.
En 2018, la commune comptait 590 hommes pour 568 femmes, soit un taux de 50,95 % d'hommes, largement supérieur au taux départemental (48,10 %).
Les pyramides des âges de la commune et du département s'établissent comme suit.
| Hommes | Classe d’âge | Femmes |
| ------ | ------------ | ------ |
| 0,0    | 90 ou +      | 0,7    |
| 4,9    | 75-89 ans    | 6,7    |
| 20,2   | 60-74 ans    | 19,2   |
| 18,5   | 45-59 ans    | 19,9   |
| 19,8   | 30-44 ans    | 22,9   |
| 15,8   | 15-29 ans    | 13,7   |
| 20,8   | 0-14 ans     | 16,9   |

| Hommes | Classe d’âge | Femmes |
| ------ | ------------ | ------ |
| 0,7    | 90 ou +      | 1,8    |
| 6,7    | 75-89 ans    | 9,6    |
| 16,7   | 60-74 ans    | 18     |
| 19,4   | 45-59 ans    | 19     |
| 18,5   | 30-44 ans    | 17,5   |
| 19,2   | 15-29 ans    | 17,4   |
| 18,9   | 0-14 ans     | 16,7   |

### Manifestations culturelles et festivités
La fête de l'Oiseau organisée par le musée de la nature d'Allouville Bellefosse a lieu du 11 au 14 novembre.

### Vie associative
Le CHENE (Centre d'Hébergement et d'Etude de la Nature et de l'Environnement) accueille les animaux sauvages blessés et malades apportés par les particuliers, réalise des études environnementales, s'occupe du démazoutage des oiseaux touchés par les marées noires, soigne et relâche les animaux sauvages... Le centre est également l'un des seuls en France à pouvoir accueillir les phoques[réf. nécessaire] échoués, abandonnés par leur mère souvent effrayée par des touristes ou séparés lors d'une tempête. Le centre possède aussi la seule machine à démazouter les oiseaux. Il peut être visité par le public et comporte notamment un musée.

## Culture locale et patrimoine

### Patrimoine matériel

#### Patrimoine religieux
- L'église Saint-Quentin du XVIIIe siècle[28] a un clocher original dit « de Médicis ».
- L'église notre-Dame, ancienne église paroissiale de Bellefosse : en silex, brique et calcaire, l'église date du XVIe siècle. Elle a été fortement remaniée au XIXe siècle, mais est de nos jours à l'état de ruine (seuls le clocher et les murs de l'église subsistent)[29],[30].
- Le calvaire[29].

Châteaux et manoirs
- Le château de Bellefosse : château datant de la première moitié du XVIIIe siècle, non loin du hameau du Cheval-Blanc où Henri IV aurait logé le 18 mai 1592. L'édifice est de plan quadrangulaire et il est entouré d'un petit parc arboré ainsi que de bâtiments agricoles[29],[31].
- Le manoir de Quenonville : manoir du XVIe siècle, détruit aujourd'hui, comprenant un colombier et des parties agricoles du XVIIIe siècle toujours visibles de nos jours. Il s'agit du lieu de naissance de Pierre Belain d'Esnambuc en 1585[29],[32].
- Manoir d'Isménil : datant de la première moitié du XVIIe siècle, le manoir d'Isménil a connu quelques remaniements au cours du XIXe siècle. L'édifice est à pans de bois, avec une façade encorbellée, et il est entouré d'un petit parc ainsi que de bâtiments privatifs, de vestiges d'une chapelle transformée en grange et d'une orangerie[29],[33].
- Manoir de la Turgère : probablement bâti au XVIIIe siècle, le manoir est entouré d'un colombier de forme octogonale en brique et en silex datant de la fin du XVIe siècle ainsi d'une chapelle et de bâtiments agricoles plus récents[29],[34].
- Villa Marie-Émile : propriété du marquis de la Faulotte, il l'a légué à la commune qui l'a par la suite revendu[29].

#### Patrimoine civil
- Le monument aux morts[29].
- L'ancienne mairie-école[35].
- De nombreux corps de ferme isolés comme dans les lieux-dits de la Galandière (XVIIIe siècle)[36], d'Epinneville (XVIIIe siècle)[37], du Cheval-Blanc (2e moitié du XVIIIe siècle)[38], du Mesnil (XVIIe siècle)[39] ou encore du Bouillot (XVIIIe siècle)[40].
- De nombreuses maisons anciennes datant des XVIIe siècle, XVIIIe siècle ou XIXe siècle[41].
- Un ensemble de trois statues en bois à la sortie du bourg, route de Louvetot.

### Patrimoine naturel
Site classé
Le chêne d'Allouville est réputé être le plus vieux de France. Il date du IXe siècle. Dans son tronc, creux, sont établies deux petites chapelles superposées. L'arbre est étayé et une partie de sa ramure est recouverte d'essentes (bardeaux) pour le protéger. Il fait plus de 9 mètres de circonférence. Il est visité par plus de 60 000 personnes par an. ( Site classé (1932)).

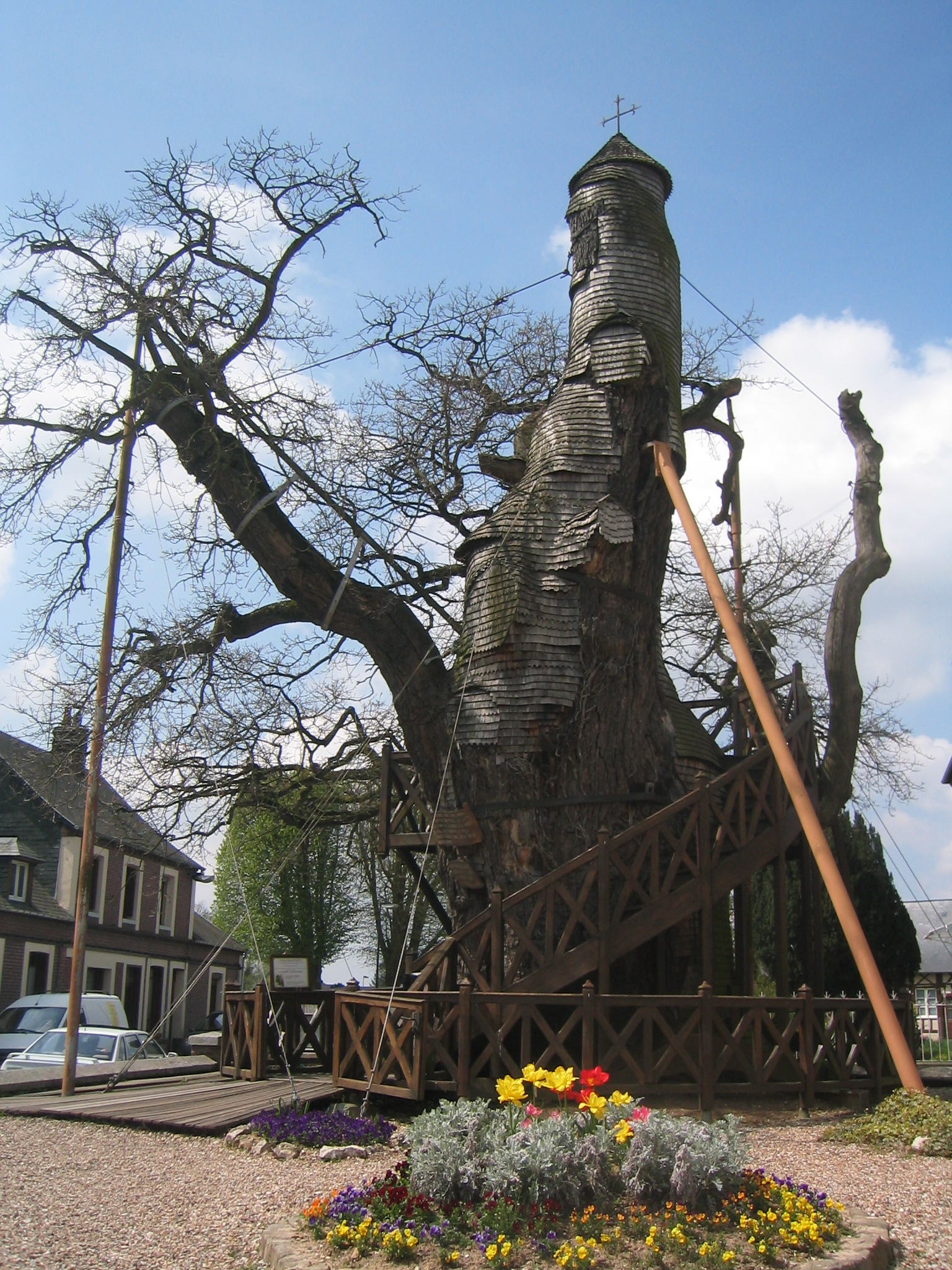
Chêne millénaire d’Allouville-Bellefosse.
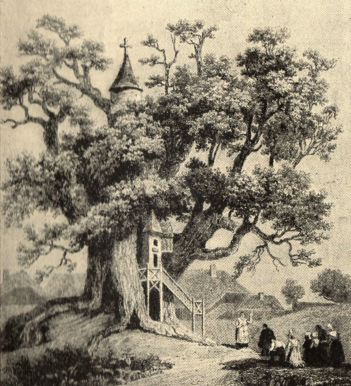
Gravure du XVIIIe siècle.

### Vie culturelle

#### Film tourné à Allouville-Bellefosse
Le film Le Chêne d'Allouville réalisé par Serge Pénard en 1980 avec Jean Lefebvre dans le rôle de l'agriculteur et son fils missionnaire rentré depuis peu d'Afrique Bernard Menez et son second fils Henri Guybet qui s'oppose à Pierre Tornade le nouveau maire et à son farouche adjoint, François Dyrek, qui ne pensent qu'à la prospérité du village et qui par là-même risquent de détruire les fameuses racines du chêne plusieurs fois centenaire. Ce film a également été distribué sous le titre Ils sont fous ces Normands.

### Cartes postales anciennes

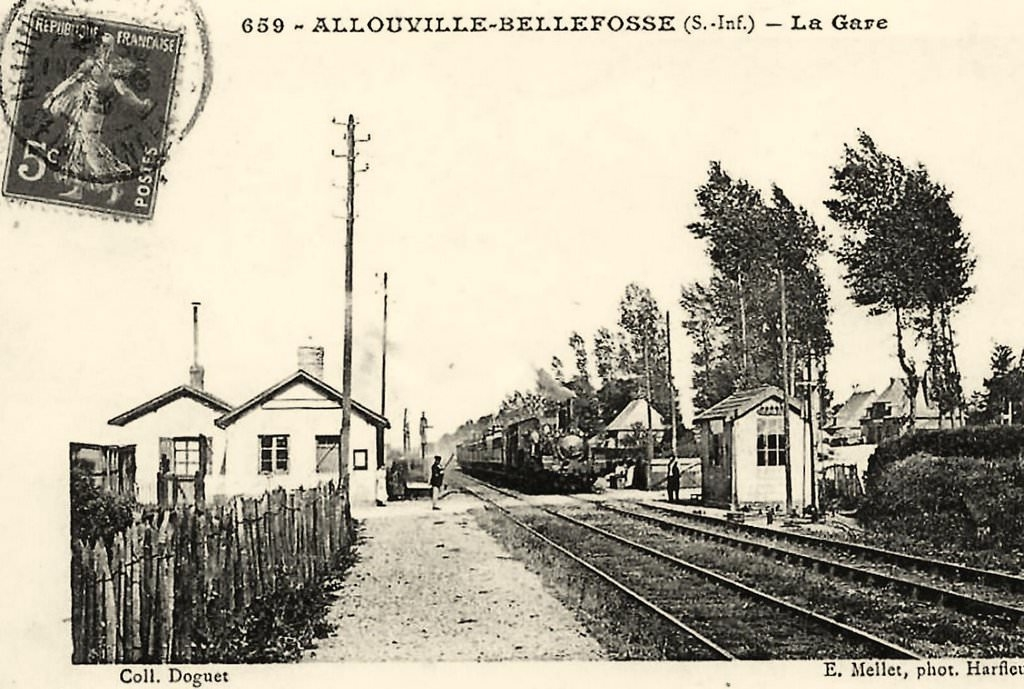
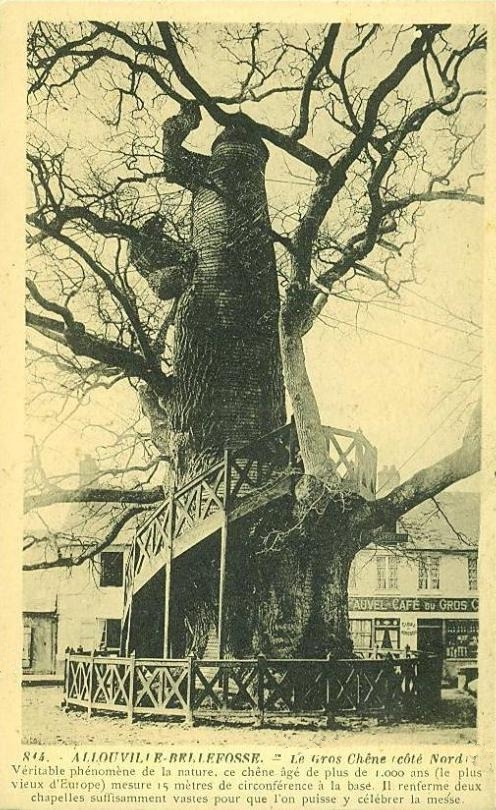
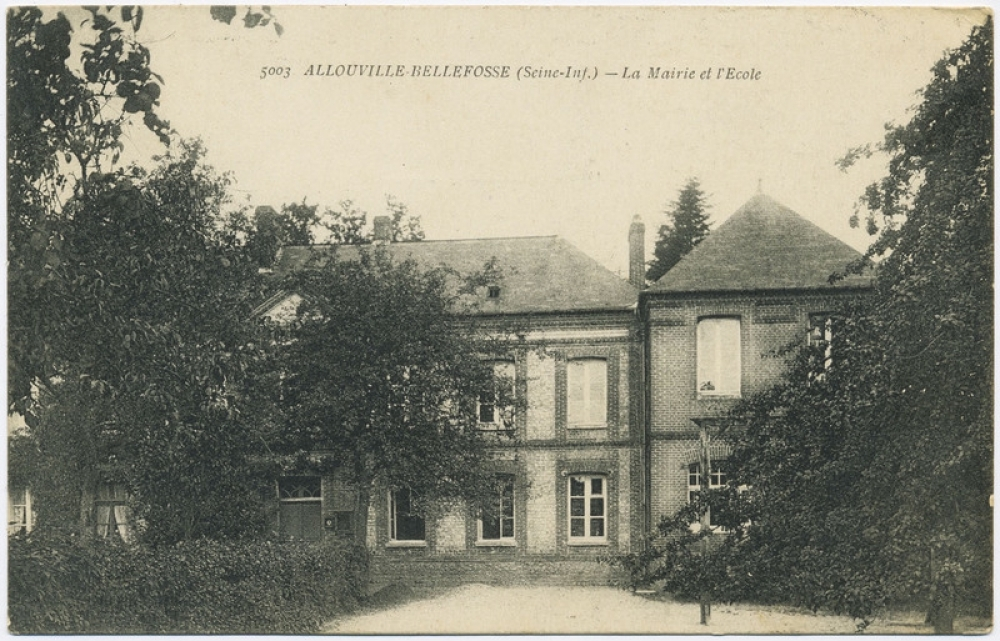
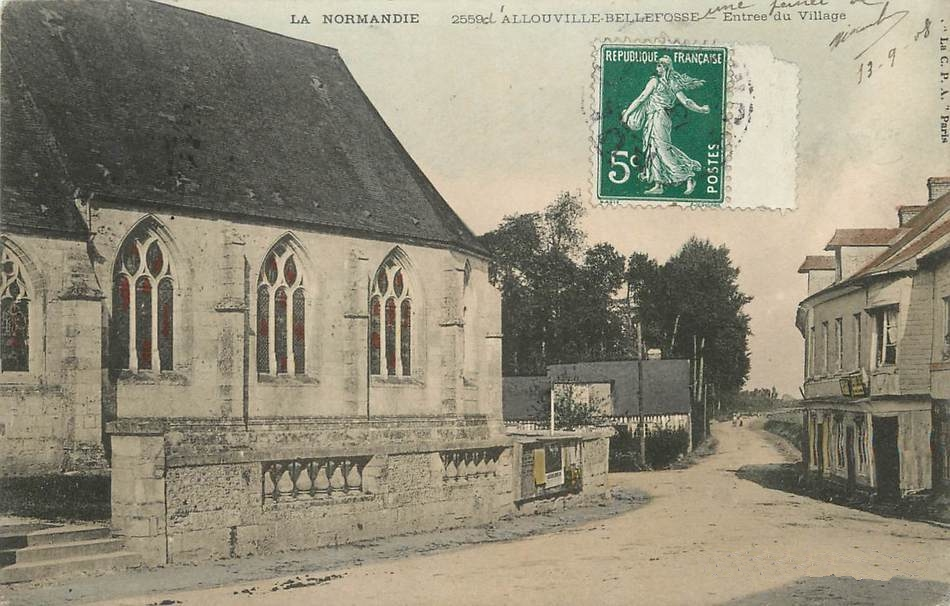
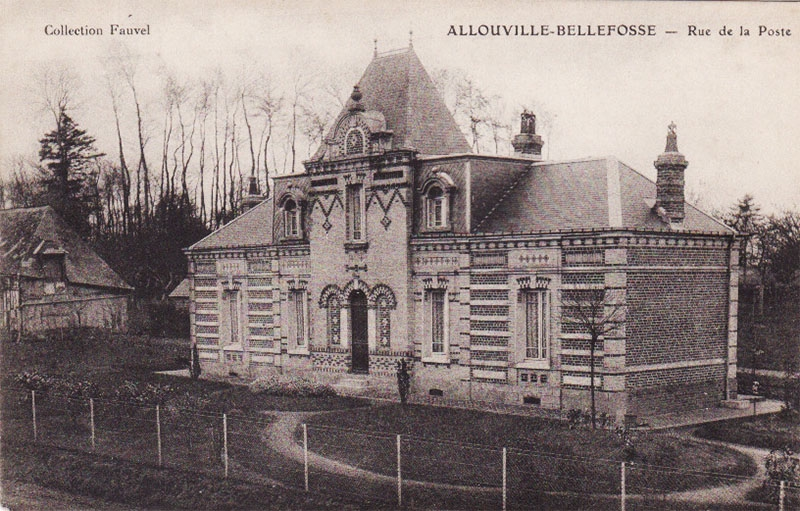
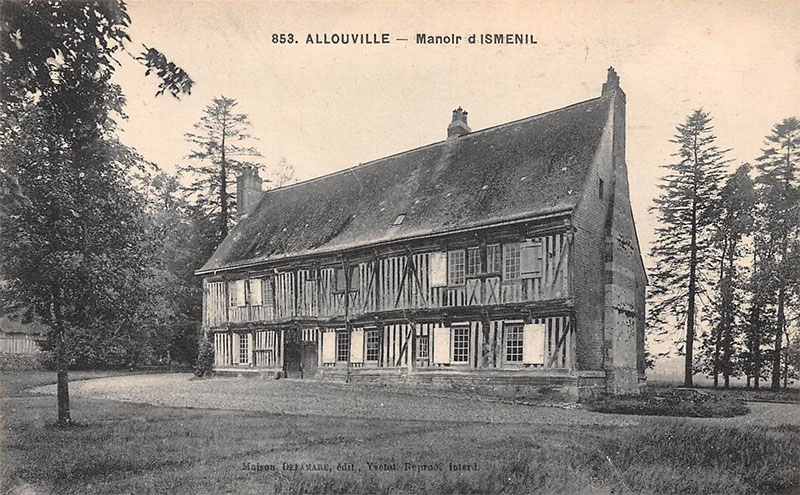
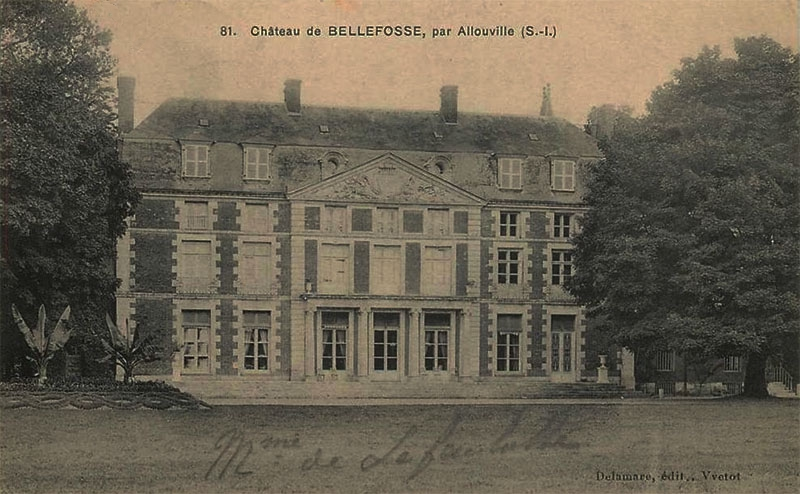

### Personnalités liées à la commune
- Pierre Belain d'Esnambuc, né à Allouville-Bellefosse le 9 mars 1585, est le fondateur de la ville de Saint-Pierre à la Martinique. Pour le quatrième centenaire de sa naissance, en 1985, un bas-relief approximativement carré de 90 cm de côté, sculpté dans de l'ardoise, a été apposé au bas de la partie sud du clocher-porche de l'église Saint-Quentin, face au chêne millénaire, au centre du village.